# فرج عامر
محمد فرج عامر رجل أعمال مصري ، يرأس مجلس إدارة مجموعة فرج الله، من مواليد الإسكندرية في 16 مارس 1951. متزوج وله ثلاث بنات وولد: ياسمين ونهال ودينا وعمر. حصل علي بكالوريوس الهندسة تخصص ميكانيكا قوي من جامعة الإسكندرية دفعة 1973.

## المجال الصناعي
- مؤسس ورئيس مجلس إدارة مجموعة شركات فرج الله.
- رئيس مجلس إدارة جمعية مستثمري برج العرب.
- رئيس لجنة الصناعة بمجلس النواب سابقا
- حاصل علي جائزة رجل الصناعة لدول العالم النامي من هيئة التنمية الدولية بالولايات المتحدة الأمريكية عام 1994.
- حائز علي لقب رجل الصناعة علي مستوي قارة أفريقيا اعوام 1995، و1996، و1997.
- حاصل علي جائزة الجودة الاوربية في الصناعات الغذائية علم 1996.
- حاصل علي جائزة الابداع والابتكار في مجال الصناعات الغذائية من منظمة الامم المتحدة ووزارة الصناعة المصرية عام 1997.
- المصدر الأول للغذاء في الشرق الأوسط طبقا لاحصاء الامم المتحدة الصادر رسميا في 2005/2006.

## المجال الرياضي
- رئيس مجلس إدارة نادي سموحة الرياضي الحالي .[2]
- رئيس مجلس إدارة نادي أصحاب الجياد سابقا.
- رئيس الهيئة العليا لسباق الخيل سابقا.
- رئيس لجنة الشباب و الرياضة بمجلس النواب سابقا